# Discovery Island Marine Provincial Park
Der Discovery Island Marine Provincial Park ist ein 67 Hektar großer Provincial Park in der kanadischen Provinz British Columbia. Er liegt etwa 2 nautische Meilen östlich von Oak Bay. Da der Park auf einer Insel vor der Küste von Vancouver Island liegt, ist er nur über den Wasserweg zu erreichen. Die Insel gehört zum Capital Regional District.

## Anlage
Bei dem Park handelt es sich um ein Schutzgebiet der Kategorie II (Nationalpark).
Der Park liegt auf der südlichen Hälfte der Insel Discovery Island. Die Insel liegt an der Übergangsstelle von der Juan-de-Fuca-Straße zur Haro-Straße.

## Geschichte
Wie bei fast allen Provinzparks in British Columbia gilt auch für diesen, dass er lange bevor die Gegend von Einwanderern besiedelt oder sie Teil eines Parks wurde, Jagd- und Fischereigebiet verschiedener Stämme der First Nations war. Die nördliche Hälfte der Insel ist heute auch noch ein Reservat der Songhees.
Der kleine Park wurde im Jahr 1972 eingerichtet und ebenso benannt wie die Insel. Die Insel hatte ihren Namen wiederum im Jahr 1846 in Erinnerung an das Schiff HMS Discovery, mit dem der englische Kapitän George Vancouver die kanadische Westküste erforschte, erhalten.
Grundstein für den Park war Gelände, welches der englische Kapitän Ernest Godfrey Beaumont 1918 erworben hatte und bei seinem Tod 1976 der Provinz British Columbia mit der Auflage hinterließ, daraus einen Provincial Park zu machen.

## Flora und Fauna
Innerhalb des Ökosystems von British Columbia wird das Gebiet, in welchem der Park liegt, der Dry Gulf Island Subzone der Coastal Douglas Fir Zone zugeordnet. Diese biogeoklimatischen Zonen zeichnen sich durch das gleiche bzw. ein sehr ähnliches Klima und gleiche oder ähnliche biologische sowie geologische Voraussetzungen aus. Daraus resultiert in der jeweiligen Zonen dann ein sehr ähnlicher Bestand an Pflanzen und Tieren.
Entsprechend finden sich hier auch hauptsächlich Küsten-Kiefern und Douglasien sowie die Oregon-Eiche. Der Unterwuchs wird unter anderem gebildet aus Adlerfarn, Schneebeeren und der Nervigen Mahonie.
Nach Auskunft der Parkverwaltung, auf der Internetseite der Insel, finden sich auf der Insel verschiedene bedrohte Tierarten. Es ist jedoch auch möglich Seehunde, Stellerscher Seelöwen sowie Otter und Weißkopfseeadler zu sehen. Auch der Klippenausternfischer, der Beringstrandläufer und der Gischtläufer kommen hier vor.

## Aktivitäten
An touristischen Attraktionen bietet der Park lediglich den Leuchtturm am östlichen Ende der Insel. Dieser kann allerdings nicht betreten werden.
Neben einem Picknickbereich hat der Park mehrere vorbereitete Zeltstellen und verfügt über eine, sehr einfach ausgestattete, Sanitäranlage.